# اچ‌ان‌ال‌ام‌اس پوت‌ویس (اس۸۰۴)
اچ‌ان‌ال‌ام‌اس پوت‌ویس (اس۸۰۴) (به انگلیسی: HNLMS Potvis (S804)) یک زیردریایی بود که طول آن ۷۸٫۳ متر (۲۵۶ فوت ۱۱ اینچ) بود. این زیردریایی  در سال ۱۹۶۵ ساخته شد.